# Антонова, Елена Петровна
Еле́на Петро́вна Анто́нова (21 августа 1952, Ташкент, Узбекская ССР, СССР) — советская гребчиха, бронзовый призёр Олимпийских игр. Заслуженный мастер спорта СССР (1974).

## Карьера
На Олимпиаде в Монреале Елена в соревнованиях одиночек выиграла бронзовую медаль.